# The Legend of Zelda: Four Swords Adventures
The Legend of Zelda: Four Swords Adventures (в Японии известна под названием The Legend of Zelda: Four Swords+, яп. ゼルダの伝説 4つの剣+) — одиннадцатая часть серии игр «The Legend of Zelda», ориентированная на многопользовательскую игру и разработанная компанией Nintendo для своей игровой приставки Game Cube, однако полностью совместимая и со следующей консолью компании — Nintendo Wii.
Игра поступила в продажу в Японии 18 марта 2004 года, летом того же года начались её продажи в Америке. Европейская версия игры вышла 7 января 2005 года.
В качестве игрового контроллера в Four Swords Adventures можно было использовать портативную приставку Nintendo Game Boy Advance, специальный кабель входил в комплектацию игры для Америки и Европы.
Сюжет, как и в большинстве игр серии, разворачивается вокруг Линка, сражающегося со злом в вымышленном королевстве Хайрул.
Игра получила положительные отзывы критиков. По данным агрегатора Metacritic, её рейтинг составляет 86/100.

## Игровой процесс
Основной режим игры — «Хайрульское приключение» (англ. Hyrulean Adventure — представляет собой разделённую на отдельные эпизоды многопользовательскую адаптацию геймплея других игр серии «The Legend of Zelda». Кроме того, в игре доступен режим многопользовательских сражений (англ. Shadow Battle). Японская версия также содержит гоночный режим («англ. Navi Trackers)».
Графически игра схожа с The Legend of Zelda: Four Swords для Game Boy Advance, а в игровом процессе используются наработки предыдущей части серии — The Wind Waker.
В основном игровом режиме могут принимать участие от одного до четырех игроков (при многопользовательской игре необходимо использовать Game Boy Advance в качестве контроллера для каждого из игроков). В любом случае в игре участвуют четыре персонажа — Линка, часть из которых может управляться автоматически. В ходе игры персонажам необходимо взаимодействовать друг с другом для решения головоломок и победы над врагами.

## Сюжет
Действие игры разворачивается в вымышленном королевстве Хайрул, в котором пробудилось зло — Ваати (англ. Vaati). В ходе ритуала, проводимого принцессой Зельдой Тёмный Линк (англ. Shadow Link) похищает дев святилищ (англ. maidens of the Shrines) и заточает их в кристаллы.
Проследовав за похитителем, Линк находит артефакт — «Four Sword», благодаря которому появляются 3 клона Линка, которые отправляются в совместное путешествие чтобы остановить Ваати.

## Отзывы
| Сводный рейтинг    | Сводный рейтинг        |
| Агрегатор          | Оценка                 |
| ------------------ | ---------------------- |
| GameRankings       | 84,51 %                |
| Metacritic         | 86 of 100 (55 reviews) |
| Иноязычные издания |                        |
| Издание            | Оценка                 |
| EGM                | 8,5 of 10              |
| Eurogamer          | 8 of 10                |
| Famitsu            | 33 of 40               |
| GamePro            | [ 7 ]                  |
| GameSpot           | 8,1 of 10              |
| GameSpy            | 4,5 of 5               |
| IGN                | 8,7 of 10              |
| Nintendo Power     | 4,8 of 5               |

Игра получила положительные отзывы критиков. По данным агрегатора Metacritic, ее рейтинг составил 86/100 (на основе 55 рецензий).
Рецензенты отмечали возможность использовать Game Boy Advance, а также значительные улучшения в игровом процессе по сравнению с оригинальной Four Swords.
Негативные отзывы были вызваны необходимостью иметь специальный кабель для подключения Game Boy Advance для каждого из игроков. Кроме того, высказывались претензии к устаревшей графике, характерной для портативных консолей.